# Fareinistas
Se dio el nombre de fareinistas a una secta janseniana formada en Fareins por los presbíteros Bonjour y Furay, cuyos pretendidos milagros inflamaron a los partidarios en fanático celo. 
A consecuencia de una información dada por orden del arzobispo de Leon Montazet fueron echados de Fareins. En 1789 el cura Bonjour volvió a su parroquia, que tuvo que abandonar de nuevo. Profesaba una doctrina subversiva de la religión y de la sociedad civil: de sus sermones resultaba la insubordinación de las mujeres para con sus maridos y hasta combatía el derecho de propiedad diciendo que Adam no hizo testamento. Se le acusaba de tener juntas nocturnas y se le achacaban las extravagancias escandalosas de algunos obsesos, la crucifixión de una niña, etc. Bonjour vuelto a París siguió una correspondencia no interrumpida con sus discípulos, que formaban casi la cuarta parte de los habitantes de Fareins, hasta que el gobierno de Napoleón desterró los dos hermanos a Suiza.